# 日立樂金數據儲存

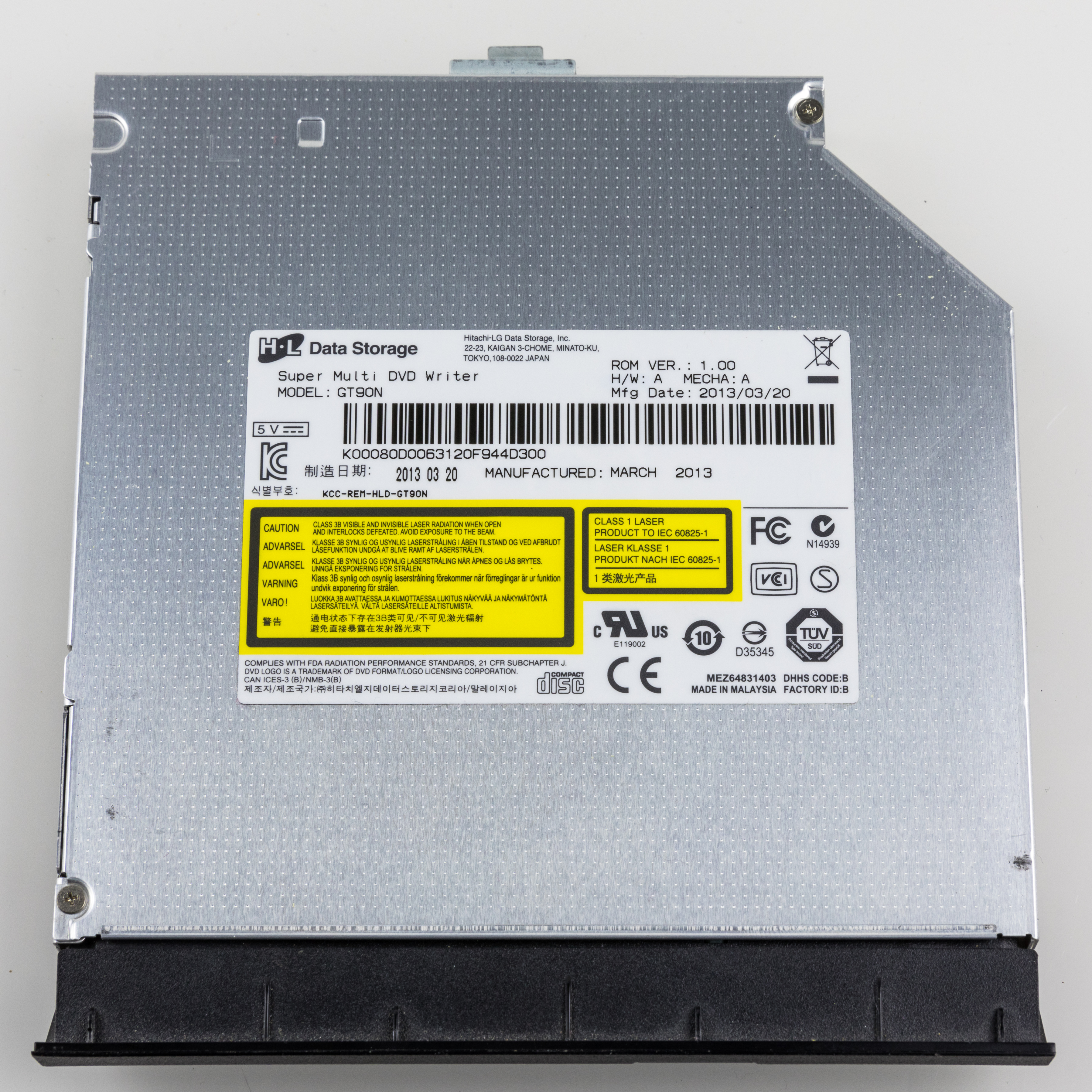
H-L Data Storage GT90N

日立樂金數據儲存株式會社，簡稱HLDS，為日立製作所與LG電子的合資公司，於2000年11月22日成立，2001年1月正式營業。HLDS專攻於光儲存設備的代工（OEM），目前為光儲存設備大廠之一。

## 母公司
- 日立51%
- LG電子49%

## 競爭公司
- 建興電子
- 廣明光電
- 東芝三星儲存科技（英语：Toshiba Samsung Storage Technology Corporation）
- 索尼光領

## 外部連結
- Hitachi-LG Data Storage 英文網站 （页面存档备份，存于）
- Hitachi-LG Data Storage 日文網站) （页面存档备份，存于）
- Hitachi-LG Data Storage 韓文網站 （页面存档备份，存于）